# Prosopocoilus doris
Prosopocoilus doris es una especie de coleóptero de la familia Lucanidae.

## Distribución geográfica
Habita en Laos y Vietnam.